# Fétichisme de l'uniforme
Le fétichisme de l'uniforme est une paraphilie dans laquelle une personne est attirée sexuellement par un ou de plusieurs uniformes. C'est une forme de fétichisme sexuel. La plupart du temps, les fétichistes de l'uniforme sont attirés par des uniformes scolaires ou de pom-pom girl, de soubrette ou des uniformes associés aux services de police ou à l'armée,.

## Types d'uniformes
Parmi les uniformes les plus utilisés dans le fétichisme de l'uniforme on retrouve souvent : les uniformes de police, de soldat, scolaires, de soubrette, d’infirmière, de serveuse, de pom-pom girl et les Playboy Bunnies. Certains considèrent même les habits de nonnes ou le tablier comme des uniformes. Les uniformes peuvent être authentiques et réalistes mais aussi sexualisés notamment par l'utilisation de minijupes très courtes, de jupes entravées ou d'un corsets, de bas de différentes matières (résille, etc.) ou de collants plus ou moins opaques ou par le port de talons hauts et d'autres vêtements en cuir ou en latex, selon les préférences. Parfois les uniformes utilisés sont en concordance avec un jeu de rôle sexuel. Par exemple, une personne pourrait porter un uniforme d'infirmière pour pratiquer un lavement ou un uniforme de police pour menotter et encager son partenaire,. Cela rajoute souvent un côté authentique au jeu de rôle.

### Uniforme scolaire

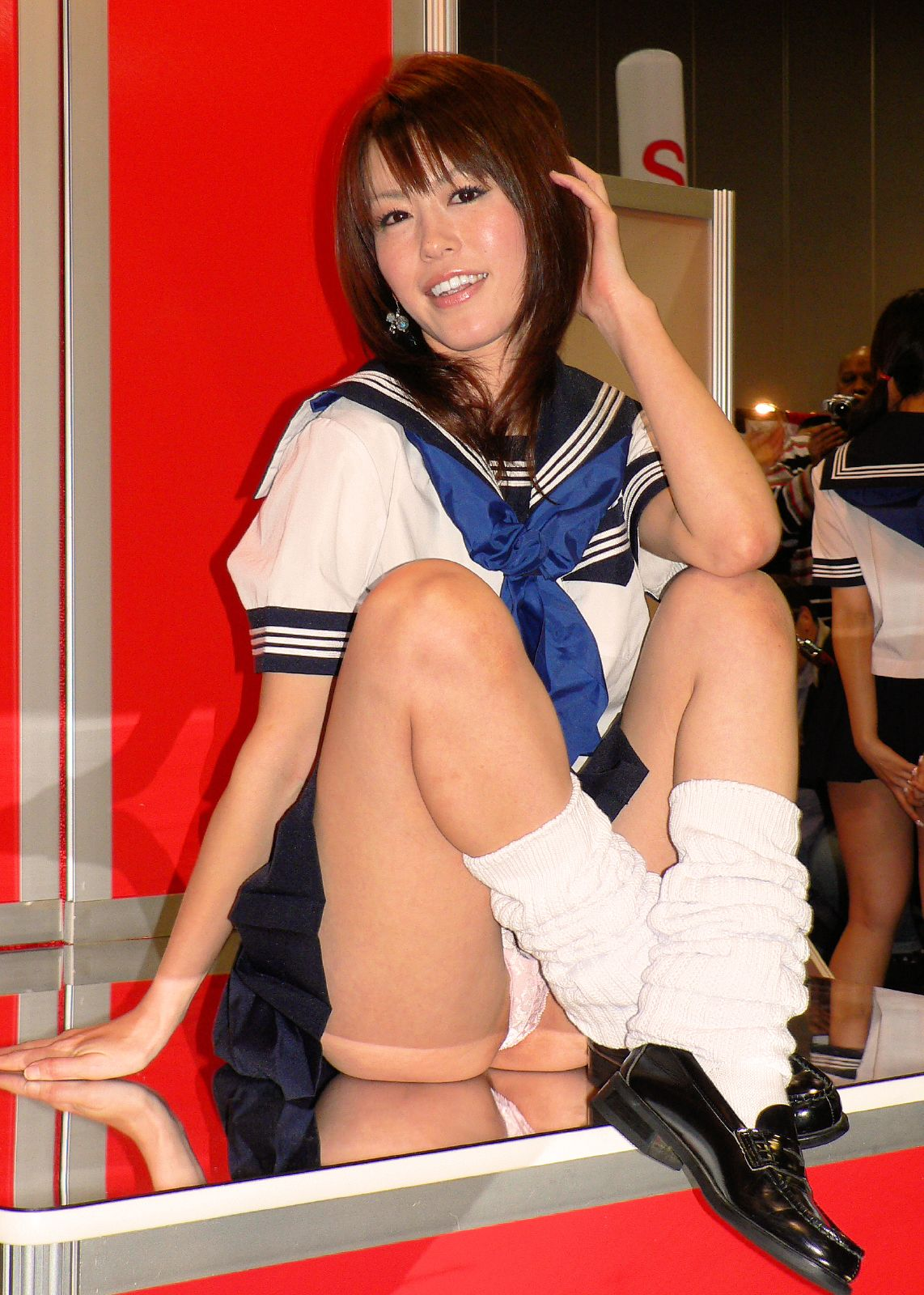
L'actrice X Ai Himeno habillée à la mode Kogal.

Le fétichisme de l'uniforme scolaire ou de l'écolière se caractérise par la stimulation de l'excitation sexuelle à la vue d'un uniforme scolaire, d'une personne portant un uniforme scolaire ou par le fait de se voir soi-même porter un de ces uniformes. Le fétichisme de l'uniforme scolaire est un élément récurrent dans l'industrie des films pornographiques et autres divertissements pour adultes dans la culture occidentale et japonaise faisant de lui l'un des fétichismes liés au port d'un vêtement le plus répandu à travers le monde. Les fétichistes de l'uniforme scolaire japonais utilisent souvent les uniformes du style kogal et zettai ryōiki, une version modifiée de l'uniforme scolaire japonais pour filles, plus court.
L'uniforme d'écolière peut plaire aux femmes car il projette une image juvénile et innocente. Les mêmes raisons peuvent expliquer l’attraction qu'éprouvent les hommes envers les femmes habillées de la sorte. Le fétichisme de l'uniforme scolaire se développe souvent à la puberté, par exemple chez les hommes qui ont suivi des écoles unisexe et pour qui les écolières étaient inatteignables. Souvent, le contraste entre le fait que la femme soit mature et le fait qu'elle joue un rôle enfantin est vu comme attirant.
En pratique, dans un contexte sexuel, l'écolière est soit obéissante soit malicieusement "vilaine" (ou brat en anglais, ce qui donnerait "sale gosse" en français) mais toujours soumise, et son partenaire dominant jouera souvent le rôle d'un parent ou d'une autre figure d'autorité, comme un professeur par exemple. Cela peut inclure plusieurs fantasmes ou reconstitutions de punitions données pendant l'enfance, comme la fessée, les coups de canne ou de paddle, entre autres.